# Flavien Dupont
Pour les articles homonymes, voir Dupont ou Dupond.
Flavien Dupont, né le 13 février 1847 et mort le 12 mars 1898, est un notaire et homme politique provincial et fédéral du Québec.

## Biographie
Né à Saint-Simon dans la région de Montérégie au Canada-Est, Flavien Dupont fit ses études au Séminaire de Saint-Hyacinthe où il étudia le notariat. Il pratiqua se métier à partir de 1873 dans la région de Saint-Liboire. Pendant qu'il servit comme secrétaire-trésorier pour le Comté de Bagot de 1874 à son décès en 1898, il fut élu député provincial pour le Parti conservateur du Québec lors d'une élection partielle survenue en 1876 dans la circonscription de Bagot. Défait lors des élections de 1878, il fit son entrée sur la scène fédérale en devenant député du Parti conservateur dans la circonscription fédérale lors d'une élection partielle survenue alors que le député sortant Joseph-Alfred Mousseau devint premier ministre du Québec en 1882. Il meurt en fonction dans la région de Sherbrooke à l'âge de 51 ans.
Il est le neveu du député provincial et fédéral Pierre-Samuel Gendron